# Мацунаґа Томохіро
Мацунаґа Томохіро  (яп. 松永 共広,, 27 червня 1980) — японський борець вільного стилю, олімпійський медаліст.

## Виступи на Олімпіадах
| Олімпіада  | Дисципліна | Місце |
| ---------- | ---------- | ----- |
| Пекін 2008 | до 55 кг   | 2     |